# تاچی (بازیکن فوتبال)
تاچی (انگلیسی: Tachi؛ زادهٔ ۱۰ سپتامبر ۱۹۹۷) بازیکن فوتبال اهل اسپانیا است.
از باشگاه‌هایی که در آن بازی کرده‌است می‌توان به باشگاه فوتبال دپورتیوو آلاوس اشاره کرد.